# Sprachschutzgesetz
Ein Sprachschutzgesetz ist ein Gesetz, das der Eindämmung von Fremdwörtern im öffentlichen Raum dient. Der Grad der Restriktionen ist dabei höchst unterschiedlich. Sprachschutzgesetze wurden beispielsweise in Frankreich, Polen, Ungarn, Rumänien und Schweden (2009) eingeführt. 
Das französische Sprachschutzgesetz vom 4. August 1994 beschränkt beispielsweise die Verwendung englischsprachiger Texte in der Werbung, soweit sie nicht eingetragene Marken sind. 
Ein Sprachschutzgesetz für Deutschland wurde beispielsweise von dem Berliner Innensenator Eckart Werthebach (CDU) in der Berliner Morgenpost vom 31. Dezember 2000 gefordert. 